# Dettum
Dettum település Németországban, azon belül Alsó-Szászország tartományban. Lakosainak száma 1187 fő (2023. december 31.). Dettum Sickte, Wolfenbüttel és Denkte községekkel határos.

## Népesség
A település népességének változása:
| Lakosok száma | 1231 | 1227 | 1200 | 1153 | 1181 | 1207 | 1187 |
|               | 2015 | 2016 | 2017 | 2019 | 2021 | 2022 | 2023 |